# Shmuel Yosef Agnon

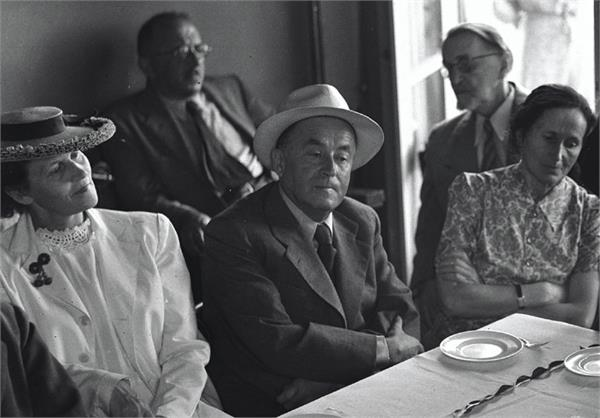
Agnon recebendo o Prêmio Ussishkin em 1946

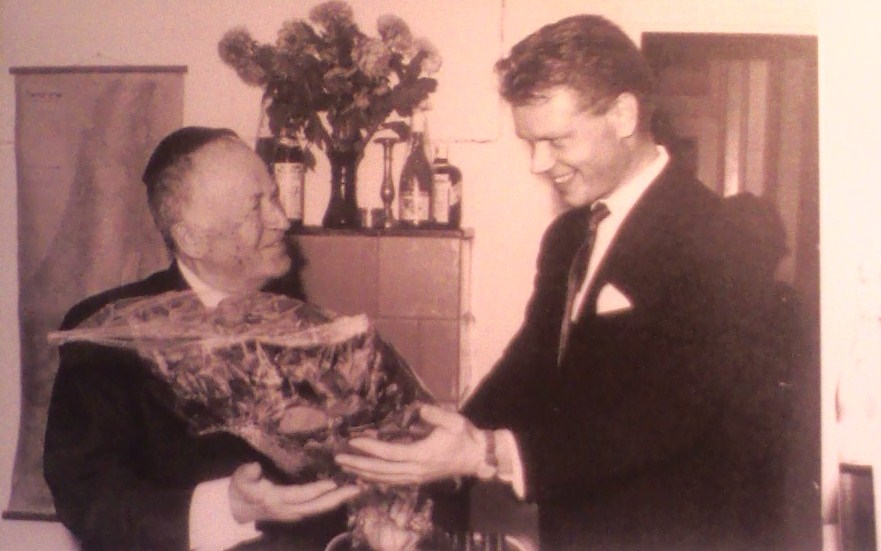
Agnon (à esquerda), recebendo o Prêmio Nobel, 1966

Shmuel Yosef Agnon, (em hebraico:  שמואל יוסף עגנון) nascido Shmuel Yosef Czaczkes (Buchach, 17 de julho de 1888 – Rehovot, 17 de fevereiro de 1970), foi o primeiro escritor israelense a ganhar o Prêmio Nobel e uma das figuras centrais da ficção hebraica moderna. Em hebraico, ele é conhecido pela sigla Shai Agnon (ש"י עגנון). Em inglês, suas obras são publicadas sob o nome de SY Agnon.
Agnon nasceu na Galícia polonesa, então parte do Império Austro-Húngaro, e em 1907 imigrou para o Mandato Britânico da Palestina, onde foi secretário do Hovevei Zion em Jaffa. Entre 1913 e 1924, morou na Alemanha, mas depois retornou à Palestina, morando em Jerusalém até o fim de sua vida. Com a criação do Estado de Israel na região em 1948, adquiriu a cidadania israelense. Foi duas vezes vencedor do Prêmio Israel (1954, 1958) e em 1966 foi um dos laureados com o Prêmio Nobel de literatura (ao lado de Nelly Sachs).
Suas obras tratam do conflito entre a vida e a linguagem judaica tradicional e o mundo moderno. Eles também tentam recapturar as tradições decadentes do shtetl (aldeia) europeu. Em um contexto mais amplo, ele também contribuiu para ampliar a concepção característica do papel do narrador na literatura. Agnon tinha um estilo linguístico distinto que mesclava o hebraico rabínico e moderno. Agnon compartilhou o Prêmio Nobel com o poeta Nelly Sachs em 1966.

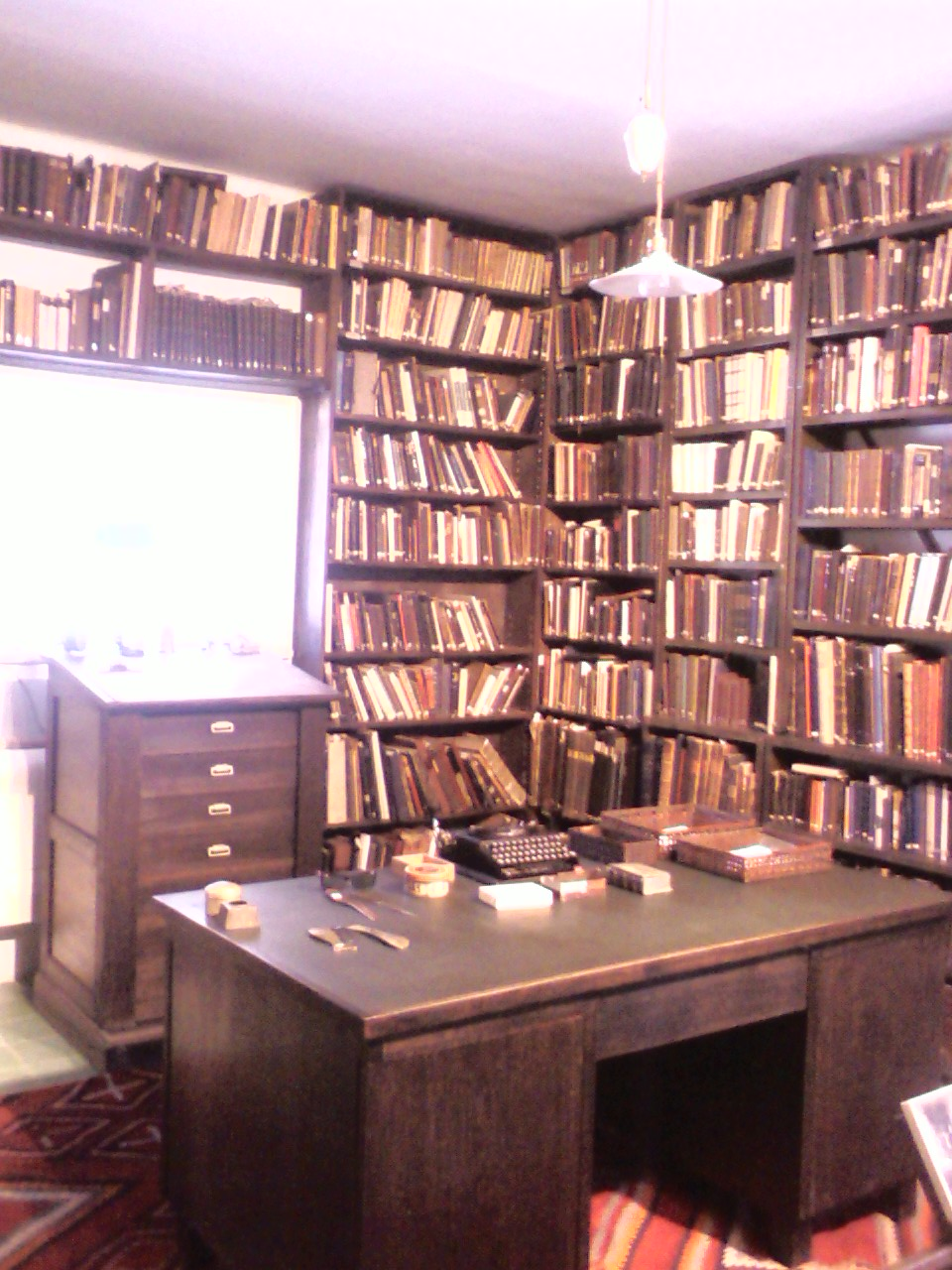
Estúdio de Agnon

## Temas literários e influências
A escrita de Agnon tem sido objeto de extensa pesquisa acadêmica. Muitos importantes estudiosos da literatura hebraica publicaram livros e artigos sobre seu trabalho, entre eles Baruch Kurzweil, Dov Sadan, Nitza Ben-Dov, Dan Miron, Dan Laor e Alan Mintz. Agnon escreve sobre a vida judaica, mas com sua própria perspectiva única e toque especial. Em seu discurso de aceitação do Nobel, Agnon afirmou "Alguns veem em meus livros as influências de autores cujos nomes, em minha ignorância, eu nem sequer ouvi, enquanto outros veem as influências de poetas cujos nomes ouvi, mas cujos escritos não li". Ele continuou detalhando que suas principais influências eram as histórias dos Bíblia. Agnon reconheceu que também foi influenciado pela literatura e cultura alemãs, e pela literatura europeia em geral, que leu na tradução alemã. Uma coleção de ensaios sobre o assunto, editada em parte por Hillel Weiss, com contribuições de estudiosos israelenses e alemães, foi publicada em 2010: Agnon e a Alemanha: a presença do mundo alemão nos escritos de SY Agnon. A nascente literatura hebraica também influenciou suas obras, notadamente a de seu amigo Yosef Haim Brenner. Na Alemanha, Agnon também passou um tempo com os hebraístas Hayim Nahman Bialik e Ahad Ha'am.
As comunidades pelas quais passou em sua vida se refletem em suas obras:
- Galiza: nos livros "O dossel nupcial", "Uma cidade e toda a sua plenitude", "Uma história simples" e "Um convidado para a noite".
- Alemanha: nas histórias "Fernheim", "Assim Far" e "Entre Duas Cidades".
- Jaffa: nas histórias "Oath of Allegiance", "Tmol Shilshom" e "The Dune".
- Jerusalém: "Tehilla", "Tmol Shilshom", "Ido ve-Inam" e "Shira".

Nitza Ben-Dov escreve sobre o uso de alusividade, associação livre e sequências imaginativas de sonhos por Agnon, e discute como eventos e pensamentos aparentemente inconsequentes determinam a vida de seus personagens.
Algumas das obras de Agnon, como The Bridal Canopy, And the Crooked Shall Be Made Straight e The Doctor's Divorce, foram adaptadas para o teatro. Uma peça baseada nas cartas de Agnon à sua esposa, "Esterlein Yakirati", foi apresentada no Teatro Khan em Jerusalém.

## Idioma
A escrita de Agnon frequentemente usava palavras e frases que diferiam do que se tornaria o hebraico moderno estabelecido. Sua linguagem distinta é baseada em fontes judaicas tradicionais, como a Torá e os Profetas, a literatura Midrashica, a Mishná e outras literaturas rabínicas. Alguns exemplos incluem:
- bet kahava para o moderno bet kafe (cafeteria / cafeteria), baseado na transliteração da palavra 'coffe' do árabe, em vez do termo contemporâneo comum em hebraico que vem de línguas europeias.
- batei yadayim (lit. "casas de mão") para kfafot (luvas) modernas.
- yatzta (יצתה) ao invés da moderna conjugação yatz'a (יצאה) ("ela saiu").
- rotev  רוטב) que significa sopa no lugar do moderno marak (מרק). Em hebraico moderno, o termo 'rotev' significa 'molho'.

A Universidade Bar-Ilan fez uma concordância computadorizada de suas obras para estudar sua língua.

## Trabalhos publicados (inglês)

### Romances e novelas
- The Bridal Canopy (1931), traduzido do Hakhnāsat kallāh. Um épico que descreve o judaísmo galego no início do século XIX. A história de um pobre mas devoto judeu galego, Reb Yudel, que vagueia pelo campo com a sua companheira, Nuta, no início do século XIX, em busca de noivos para as suas três filhas.
- In the Heart of the Seas, a história de uma viagem à terra de Israel (1933), traduzido do Bi-levav yamim. Um pequeno romance sobre um grupo de dez homens que viajam da Europa Oriental para Jerusalém.
- A Simple Story (1935), traduzido de Sipur pashut. Um pequeno romance sobre um jovem, sua busca por uma noiva e as lições do casamento.
- Um convidado para a noite (1938), traduzido de Ore'ah Noteh Lalun. Um romance sobre o declínio dos judeus da Europa Oriental. O narrador visita sua antiga cidade natal e descobre que grandes mudanças ocorreram desde a Primeira Guerra Mundial.
- Betrothed (1943), traduzido do Shevuat Emunim. Um pequeno romance.
- Only Yesterday (1945), traduzido de Temol shilshom. Um romance épico ambientado no período da Segunda Aliyah. Segue a história do narrador da Galiza a Jaffa e Jerusalém. Às vezes traduzido como Aqueles foram os dias.
- Edo e Enam (1950). Um pequeno romance.
- To This Day (1952), traduzido de ʿAd henah. A história de um jovem escritor preso em Berlim durante a Primeira Guerra Mundial
- Shira (1971). Um romance ambientado em Jerusalém nas décadas de 1930 e 1940. Manfred Herbst, um professor de meia-idade sofrendo de tédio, passa seus dias vagando pelas ruas em busca de Shira, a enfermeira sedutora que conheceu quando sua esposa estava dando à luz seu terceiro filho. Tendo como pano de fundo a Jerusalém dos anos 1930, Herbst trava uma guerra contra o avanço da idade.

### Histórias curtas
- De Tal e De Tal, uma coleção de histórias, incluindo "And the Crooked Shall Be Made Straight", "Forsaken Wives" e "Belevav Yamim" ("In the Heart of the Seas") de 1933.
- At the Handles of the Lock (1923), uma coleção de histórias de amor, incluindo "Bidmay Yameha" ("No auge de sua vida"), "A Simple Story" e "The Dune".
- Perto e Aparente, uma coleção de histórias, incluindo "Os Dois Sábios que Estavam em Nossa Cidade", "Entre Duas Cidades", "A Dama e o Vendedor ambulante", a coleção "O Livro das Ações", a sátira "Capítulos do Manual Nacional ", e" Introdução ao Kadish: Após os Funerais dos Assassinados na Terra de Israel".
- Até agora, uma coleção de histórias, incluindo "Até agora", "Oração", "Juramento de lealdade", "A vestimenta", "Fernheim" e "Ido ve-Inam" (Edo e Enam).
- The Fire and the Wood, uma coleção de histórias incluindo contos hassídicos, um relato semificcional da história da família de Agnon e outras histórias.
- Tale of the Goat

### Traduções para o inglês
- "Forever (Ad Olam)", traduzido e comentário de Yehuda Salu, CreateSpace, 2014.
- A Simple Story ", edição revisada, traduzida por Hillel Halkin, The Toby Press, 2014.
- Shira ", edição revisada do último romance de SY Agnon, The Toby Press, 2014
- Two Tales: Betrothed & Edo and Enam, contém duas novelas curtas.
- Twenty-One Stories, uma coleção de histórias traduzidas de "The Book of Deeds" e em outros lugares.
- Histórias israelenses, ed. Joel Blocker. Contém as histórias "Tehilah" (1950) e "Forevermore" (1954).
- New Writing in Israel, ed. Ezra Spicehandler e Curtis Arnson. Contém a história "Wartime in Leipzig", um trecho de "In Mr. Lublin's Store".
- Um lugar de habitação do meu povo, contém 16 contos sobre os hassídicos da Polônia, do volume hebraico "Estes e aqueles" (1932).
- Jaffa, bela dos mares: seleções das obras de SY Agnon
- Tehilah, Israel Argosy, trad. por Walter Lever, Jerusalem Post Press, Jerusalém, 1956

### Antologias
- Days of Awe (1938), um livro de costumes, interpretações e lendas para os dias judaicos de misericórdia e perdão: Rosh Hashanah, Yom Kippur e os dias intermediários.
- Presente no Sinai: The Giving of the Law (1959), uma antologia para o festival de Shavuot.

### Publicações póstumas
- Ir Umeloah ("Uma cidade e sua plenitude") (1973), uma coleção de histórias e lendas sobre Buczacz, a cidade natal de Agnon.
- In Mr. Lublin's Shop (1974), ambientado na Alemanha durante a Primeira Guerra Mundial.
- Inside the Wall (1975), uma coleção de quatro histórias.
- From Myself to Myself (1976), uma coleção de ensaios e discursos.
- Apresentações (1977), histórias.
- Book, Writer and Story (1978), histórias sobre escritores e livros de fontes judaicas.
- The Beams of Our House (1979), dois contos, o primeiro sobre uma família judia na Galiza, o segundo sobre a história da família de Agnon.
- Esterlein Yakirati ("Dear Esther: Letters 1924-1931" (1983)), cartas de Agnon para sua esposa.
- A Shroud of Stories (1985).
- A correspondência entre SY Agnon e S. Schocken (1991), cartas entre Agnon e seu editor.
- Alef Bet Poems de Agnon (1998), um guia infantil do alfabeto hebraico.
- Um livro que foi perdido: trinta e cinco histórias (2008)

Em 1977, a Universidade Hebraica publicou Trabalhos em iídiche, uma coleção de histórias e poemas que Agnon escreveu em iídiche durante 1903–1906.